# Chata Ostrý
Chata Ostrý se nachází jihozápadně pod vrcholem Ostrého v Moravskoslezských Beskydech na území obce Košařiska v okrese Frýdek-Místek Moravskoslezského kraje Česka. Vlastníkem je KČT Třinec. V chatě je možnost ubytování, když poskytuje 19 lůžek pro 3, 4 a 6 osob a jídelnu s bufetem.

## Historie
Chata byla otevřena v roce 1935 jako poslední a nejmenší v této části Beskyd. Během 2. světové války připadla Beskidenvereinu a spravoval ji Těšínský oddíl pod názvem „Schutzhaus auf dem Ostry“. Na konci války ji obsadila německá armáda, což chatu poškodilo, když v ní byli koně. Po válce chata prošla rekonstrukcí, další oprava zahrnující i rozšíření proběhla v roce 1963. Na mýtině u chaty bylo postaveno deset letních domků doplňujících možnosti ubytování, ale nevydržely z důvodu malého zájmu a nepřízně počasí. Chata byla plně elektrifikována.

## Přístup
Chata je přístupná po celý rok:
- po  modré turistické značce z Oldřichovic.
- po  žluté turistické značce z Hrádku.
- po  modré a  žluté turistické značce z Košařisek.
- po  modré,  červené a  modré turistické značce z Morávky.
- po  žluté a  modré turistické značce z Tyry.
- po cyklotrase 6083 z Oldřichovic nebo z Komorní Lhotky.